# ابراهیم نافع
ابراهیم نافع (عربی: ابراهيم نافع؛ ۱۲ ژانویهٔ ۱۹۳۴ – ۱ ژانویهٔ ۲۰۱۸) روزنامه‌نگار اهل مصر بود. او از سال ۱۹۷۹ تا ۲۰۰۵ سردبیر روزنامه الأهرام و از سال ۱۹۹۶ تا ۲۰۱۲ رئیس اتحادیه روزنامه‌نگاران عرب بوده‌است. او در اثر سرطان ریه در سال ۲۰۱۸ در دبی درگذشت.